# Championnat du Pérou de football 1992
Navigation
Saison précédente Saison suivante
La saison 1992 du Championnat du Pérou de football est la soixante-quatrième édition du championnat de première division au Pérou. La compétition regroupe les seize meilleures équipes du pays.
La saison se déroule en deux phases :
- Phase régulière : les seize équipes sont regroupées au sein d'une poule unique où elles s'affrontent deux fois au cours de la saison. Les clubs classés entre la 2e et la 6e place se qualifient pour la Liguilla tandis que les deux derniers sont relégués et remplacés par les deux meilleures équipes de Segunda División.
- Liguilla : les cinq clubs qualifiés ainsi que le vainqueur du Torneo Zonal se rencontrent une seule fois. Le premier obtient son billet pour la prochaine édition de la Copa Libertadores tandis que le deuxième se qualifie pour la Copa CONMEBOL 1993.

C'est le club d'Universitario de Deportes qui remporte la compétition après avoir terminé en tête de la Liguilla, avec sept points d'avance sur le tenant du titre, le Sporting Cristal et treize sur le FBC Melgar. C'est le 20e titre de champion du Pérou de l'histoire du club.

## Les clubs participants
| - Alianza Lima - Sport Boys - Cienciano del Cusco - Universitario de Deportes - Unión Minas - Club Centro Deportivo Municipal - Alianza Atlético - FBC Melgar | - San Agustín - Carlos A. Mannucci - Sporting Cristal - Colegio Nacional Iquitos - Defensor Lima - Deportivo Yurimaguas - León de Huánuco - Universidad Técnica de Cajamarca |

## Compétition
Le barème utilisé pour établir les différents classements est le suivant :
- Victoire : 3 points
- Match nul : 1 point
- Défaite, forfait ou abandon : 0 point

### Phase régulière
| Rang | Équipe                           | Pts | J  | G  | N  | P  | Bp | Bc | Diff |
| ---- | -------------------------------- | --- | -- | -- | -- | -- | -- | -- | ---- |
| 1    | Universitario de Deportes        | 62  | 30 | 19 | 5  | 6  | 53 | 23 | +30  |
| 2    | Sporting CristalT                | 55  | 30 | 15 | 10 | 5  | 47 | 29 | +18  |
| 3    | FBC Melgar                       | 49  | 30 | 14 | 7  | 9  | 48 | 28 | +20  |
| 4    | Sport Boys                       | 48  | 30 | 12 | 12 | 6  | 52 | 35 | +17  |
| 5    | Alianza Lima                     | 47  | 30 | 12 | 11 | 7  | 34 | 23 | +11  |
| 6    | Cienciano del Cusco              | 45  | 30 | 12 | 9  | 9  | 43 | 40 | +3   |
| 7    | León de Huánuco                  | 40  | 30 | 10 | 10 | 10 | 50 | 40 | +10  |
| 8    | Unión Minas                      | 41  | 30 | 11 | 8  | 11 | 41 | 44 | -3   |
| 9    | Universidad Técnica de Cajamarca | 40  | 30 | 11 | 7  | 12 | 38 | 53 | -15  |
| 10   | Deportivo Municipal              | 36  | 30 | 8  | 12 | 10 | 41 | 41 | 0    |
| 11   | Alianza Atlético                 | 38  | 30 | 10 | 8  | 12 | 35 | 51 | -16  |
| 12   | Defensor Lima                    | 33  | 30 | 7  | 12 | 11 | 38 | 46 | -8   |
| 13   | San Agustín                      | 33  | 30 | 7  | 12 | 11 | 34 | 45 | -11  |
| 14   | Carlos A. Mannucci               | 31  | 30 | 6  | 13 | 11 | 26 | 31 | -5   |
| 15   | Colegio Nacional Iquitos         | 31  | 30 | 7  | 10 | 13 | 31 | 58 | -27  |
| 16   | Deportivo Yurimaguas             | 13  | 30 | 2  | 7  | 21 | 30 | 56 | -26  |

|  | Qualification pour la Copa Libertadores 1993      |
|  | Qualification pour la Liguilla                    |
|  | Relégation en Segunda División                    |
|  | T : Tenant du titre P : Promu de Segunda División |

### Liguilla
Les clubs ayant terminé entre la 2e et la 6e place retrouvent le vainqueur du Torneo Zonal, Ovación Sipesa, pour déterminer les deux clubs qualifiés en Copa Libertadores et en Copa CONMEBOL.
| Rang | Équipe              | Pts | J | G | N | P | Bp | Bc | Diff |
| ---- | ------------------- | --- | - | - | - | - | -- | -- | ---- |
| 1    | Sporting CristalT   | 11  | 5 | 3 | 2 | 0 | 12 | 5  | +7   |
| 2    | Ovación Sipesa      | 9   | 5 | 3 | 0 | 2 | 12 | 10 | +2   |
| 3    | Alianza Lima        | 7   | 5 | 2 | 1 | 2 | 11 | 8  | +3   |
| 4    | Sport Boys          | 7   | 5 | 2 | 1 | 2 | 9  | 7  | +2   |
| 5    | FBC Melgar          | 6   | 5 | 2 | 0 | 3 | 4  | 9  | -5   |
| 6    | Cienciano del Cusco | 3   | 5 | 1 | 0 | 4 | 6  | 15 | -9   |

|  | Qualification pour la Copa Libertadores 1993 |
|  | Qualification pour la Copa CONMEBOL 1993     |
|  | T : Tenant du titre                          |

## Bilan de la saison
| Championnat du Pérou de football 1992 |                                       |
| Champion                              | Universitario de Deportes (20e titre) |
| Qualifications continentales          |                                       |
| Copa Libertadores 1993                | Universitario de Deportes             |
| Copa Libertadores 1993                | Sporting Cristal                      |
| Copa CONMEBOL 1993                    | Ovación Sipesa                        |
| Promotions et relégations             |                                       |
| Promus en Primera División            | Unión Huaral                          |
| Promus en Primera División            | Ovación Sipesa                        |
| Relégués en Segunda División          | Colegio Nacional Iquitos              |
| Relégués en Segunda División          | Deportivo Yurimaguas                  |